# Puerto Ricos herrlandslag i fotboll
Puerto Ricos herrlandslag i fotboll

## Historik
Puerto Ricos fotbollsförbund bildades 1940 och är medlem av Fifa och Concacaf. Puerto Rico spelade sin första officiella herrlandskamp i fotboll den 12 november 1940, då man spelade 1-1 borta mot Kuba.

### VM
- 1930 till 1970 - Deltog ej
- 1974 - Kvalade inte in
- 1978 - Deltog ej
- 1982 - Deltog ej
- 1986 till 2002 - Kvalade inte in
- 2006 - Deltog ej
- 2010 - Kvalade inte in

I kvalet till VM i Japan och Korea 2002 åkte man ut i första omgången efter förlust och oavgjort mot Aruba. I kvalspelet till VM i Sydafrika 2010 klarade sig Puerto Rico vidare från första omgången genom seger över Dominikanska republiken, men i andra omgången förlorade man dubbelmötet mot Honduras.

### CONCACAF mästerskap
- 1941 till 1971 - Deltog ej
- 1973 - Kvalade inte in
- 1977 - Deltog ej
- 1981 - Deltog ej
- 1985 - Deltog ej
- 1989 - Deltog ej
- 1991 - Deltog ej
- 1993 - Deltog ej
- 1996 - Kvalade inte in
- 1998 - Drog sig ur
- 2000 - Kvalade inte in
- 2002 - Kvalade inte in
- 2003 - Kvalade inte in
- 2005 - Kvalade inte in
- 2007 - Deltog ej

### Karibiska mästerskapet
- 1989 - Deltog ej
- 1990 - Deltog ej
- 1991 - Deltog ej
- 1992 - Deltog ej
- 1993 - Första omgången
- 1994 - Kvalade inte in
- 1995 - Kvalade inte in
- 1996 - Deltog ej
- 1997 - Drog sig ur
- 1998 - Kvalade inte in
- 1999 - Kvalade inte in
- 2001 - Kvalade inte in
- 2005 - Kvalade inte in
- 2007 - Deltog ej